# St. Antonius (Eicha)

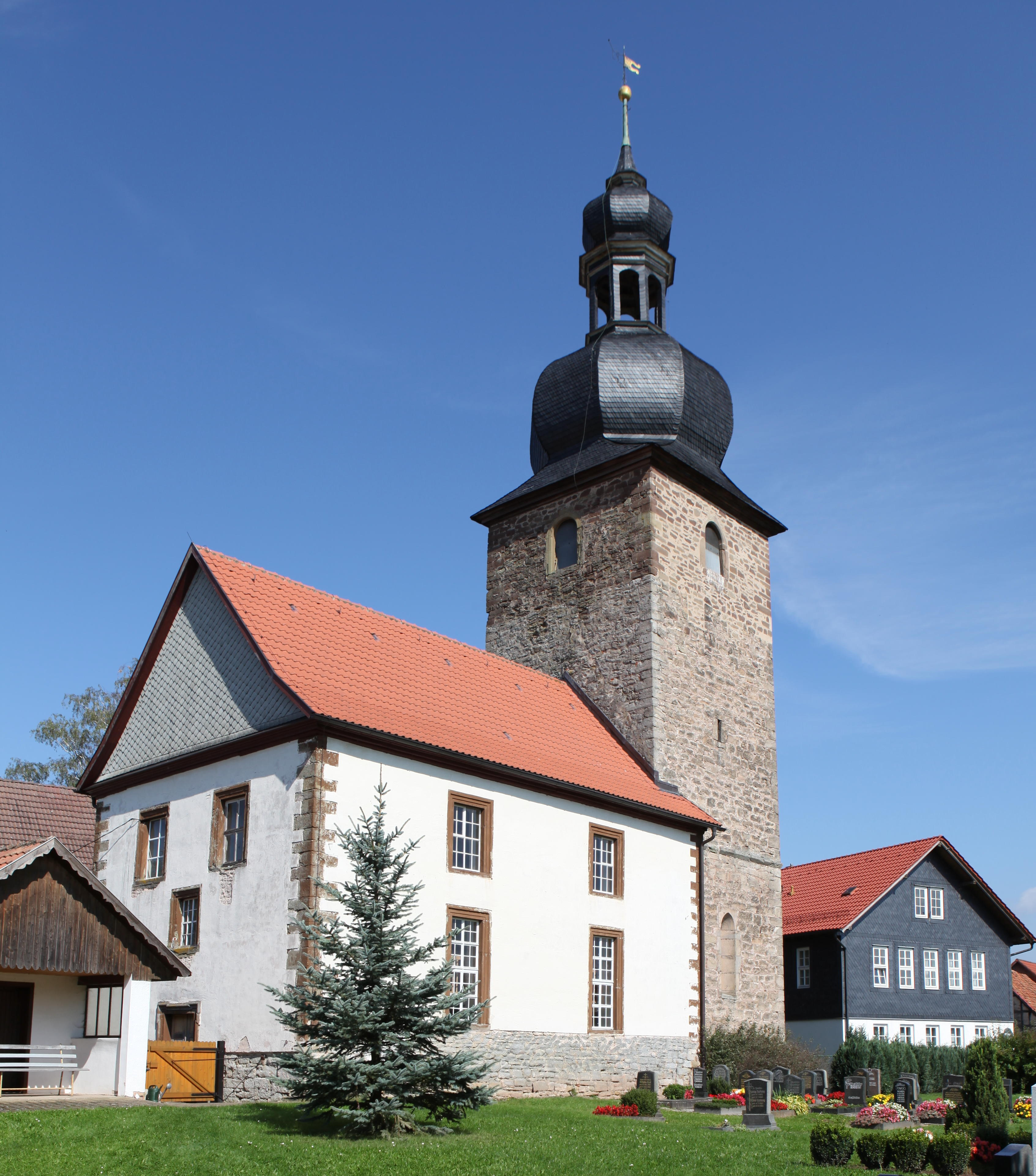
Antoniuskirche

Die denkmalgeschützte evangelisch-lutherische Dorfkirche St. Antonius liegt abseits der Landesstraßen 1131 und 2671 auf einem kleinen Hügel im Ortsteil Eicha der Kleinstadt Römhild im Landkreis Hildburghausen in Thüringen.

## Geschichte
Von der ehemaligen Wallfahrtskapelle ist ein Raum an der Nordseite des Kirchturms erhalten. Im 15. Jahrhundert wurde die Sakristei angebaut. Im Chorraum wurden bei Renovierungsarbeiten in den Jahren 1971 und 1972 Bemalungen aus dem 12. Jahrhundert gefunden.

## Bauwerk
Im Kirchenschiff ist die Farbgebung blau-weiß. Die Kanzel ist reich verziert und ist mit weißgoldenen Farben ein Glanzpunkt im Raum. An der Südseite des Triumphbogens steht eine Sandsteinfigur des Heiligen Antonius.